# Рахмановка
Рахма́новка (рос. Рахмановка) — село у складі Вадінського району Пензенської області, Росія.
Населення — 529 осіб (2010; 687 у 2002).
Національний склад станом на 2002 рік:
- росіяни — 99 %